# 丹尼·胡高域
丹尼尔·胡高域（英語：Daniel Vukovic；1985年3月27日—），是一名澳洲職業足球員，司職守門員，現效力澳職球會中岸水手。
胡高域曾效力中岸水手長達5年，於2008年因不滿球證判決而掌摑對方，遭受停賽多月。他的風格勇桿，身材健碩，但反應也很快，撲救技術正宗。他的夢想是入選澳洲國家隊。